# Monogrammiste de Brunswick

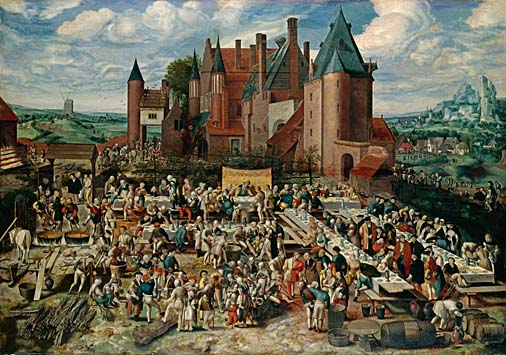
Le Repas des conviés
.

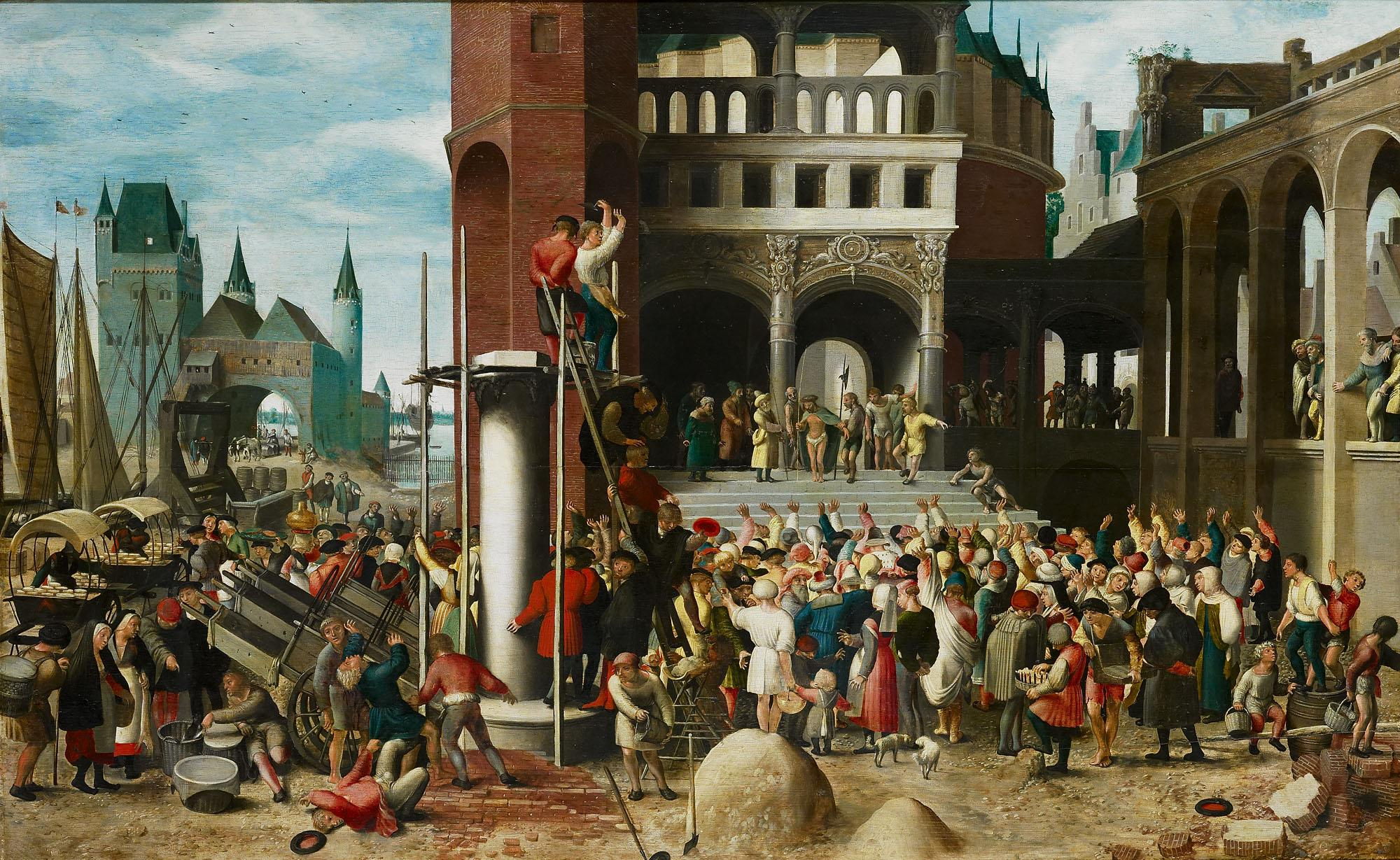
Ecce Homo de Jan van Amstel
, Rijksmuseum Amsterdam.

Le Monogrammiste de Brunswick doit son nom au tableau le Repas des conviés conservé au musée Herzog Anton Ulrich de Brunswick, il serait né à Amsterdam, vers 1500 et mort à Anvers, vers 1542 ou 1550.

## Œuvre
Sa peinture religieuse constitue une étape importante dans l'essor du genre du paysage. Il excelle en particulier dans la composition de scènes de foule en extérieur. Révélant un réel intérêt pour la beauté du paysage, il ouvre ainsi la voie à Pieter Brueghel l'Ancien.
- Abraham conduisant son fils Isaac au sacrifice, v. 1530-1535, bois, 40 × 32 cm, musée du Louvre, Paris[3]
- La Montée du Christ au calvaire, v. 1535, bois, 70 × 84 cm, musée du Louvre[3]

## Ré-attribution
- Jan Sanders van Hemessen
- Jan van Amstel
- Mayken Verhulst[4]